# Harrachov
Harrachov (německy Harrachsdorf) je město a horské středisko v Krkonoších. Rozkládá se pod Čertovou horou v údolí říčky Mumlavy. Leží v okrese Jablonec nad Nisou v Libereckém kraji. Území města přímo sousedí s Polskem, s nímž je spojeno železnicí a silnicí. Město se skládá ze čtyř částí: vlastního Harrachova, Mýtin, Nového Světa a Ryžoviště. Celkem v nich žije trvale přibližně 1 400 obyvatel.
Harrachov je významným střediskem zimních sportů se sjezdovkami a běžeckými tratěmi. Město je mezinárodně známé díky můstku pro lety na lyžích Čerťák, který je jedním z pěti podobných na světě. Na území města se nachází Mumlavský vodopád.

## Historie
Na místě Harrachova byla v 17. století založena ves Dörfl (víska, vesnička), která byla v 18. století přejmenována podle majitelů místního panství na Harrachsdorf a později na Harrachov. Jméno mu dali Harrachové, původně český šlechtický rod, odvozující své jméno od místa v jižních Čechách (de Horach).

### Sklárny

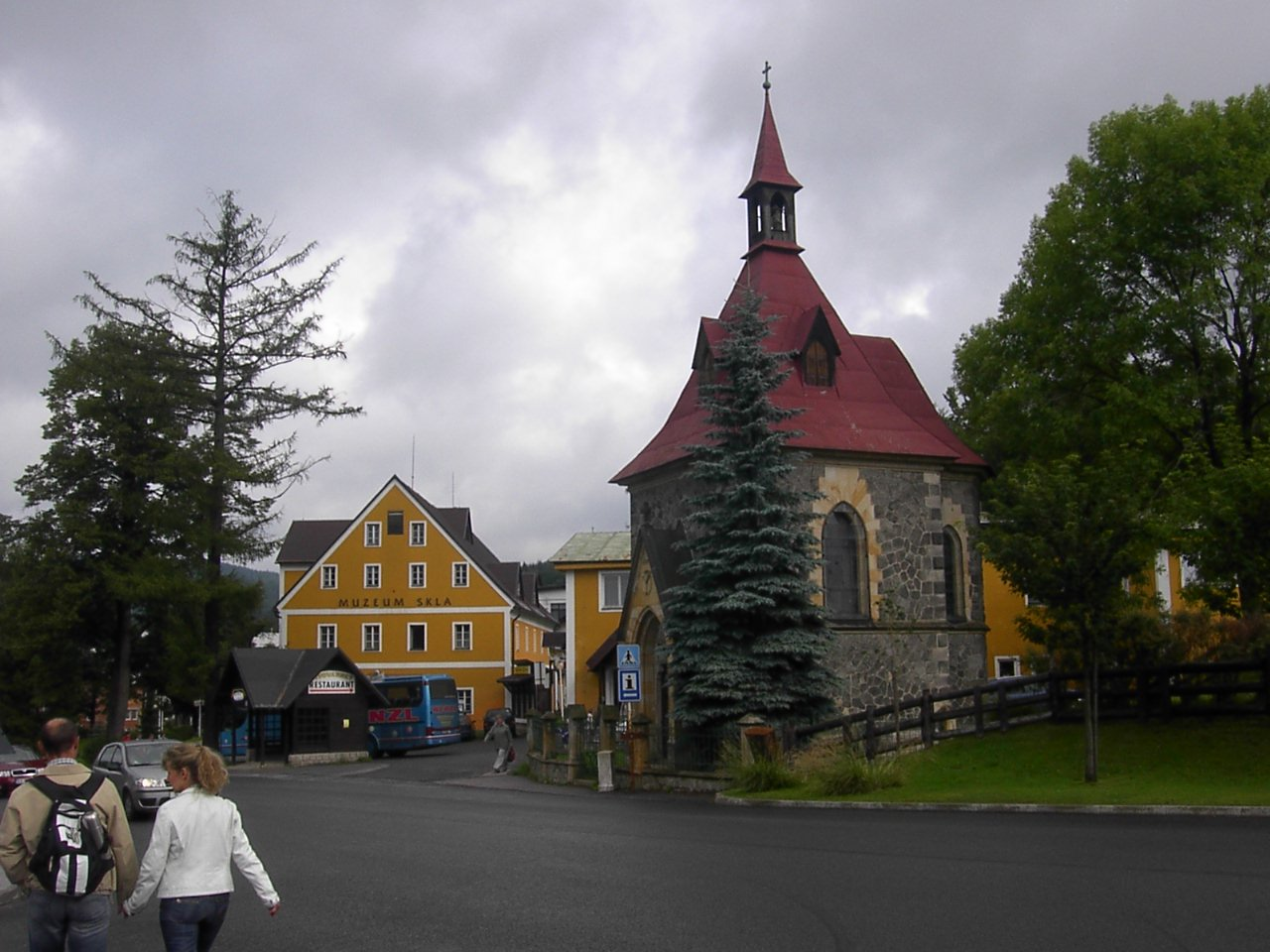
Sklárna a kaple svaté Alžběty v Harrachově-Novém Světě

Obživou místních obyvatel byla tradiční sklářská výroba, která v okolí Harrachova existuje již od 14. století. První písemná zmínka o harrachovské sklárně je z roku 1712. K rozšíření výroby došlo po roce 1719, kdy se hrabě Karel Antonín Václav Harrach na Rohrau (1699–1768) oženil s Marií Kateřinou Buquoyovou z panství Nové Hrady. Barokní harrachovské sklo brzy dostihlo konkurenční podniky a je těžko rozeznatelné od jiných výrobků z oblasti Krkonoš (Deštné), sousední Nový Svět). S barevným broušeným a řezaným sklem z Harrachova však v 19. století soupeřily také výrobny v Kamenickém Šenově a v Novém Boru. Zdejší sklárna patřila až do roku 1946 rodu Harrachů, potom ji převzal stát, od kterého ji v roce 1993 odkoupil soukromý majitel.

### Novodobé dějiny
Po pádu komunismu v roce 1989 se v Harrachově začal prudce rozvíjet turistický ruch. Bylo vystavěno a otevřeno mnoho nových ubytovacích a stravovacích zařízení všeho druhu. Místní sklárna se stala současně také turistickou atrakcí – pořádají se různé prohlídky ukazující metody výroby skla. V areálu sklárny vznikl také malý pivovar a pivní lázně.
Do konce roku 2020 spadal Harrachov do okresu Semily, od začátku roku 2021 je součástí okresu Jablonec nad Nisou, soudně se však nachází v působnosti Okresního soudu v Semilech.
Se souhlasem rodu Harrachů radnicí užívaný znak byl společně s vlajkou městu Harrachov zákonně udělen rozhodnutím předsedkyně Poslanecké sněmovny Parlamentu České republiky dne 12. července 2023.

## Obyvatelstvo
| Rok            | 1869 | 1880 | 1890 | 1900 | 1910 | 1921 | 1930 | 1950 | 1961 | 1970 | 1980 | 1991 | 2001 | 2011 | 2021 |
| -------------- | ---- | ---- | ---- | ---- | ---- | ---- | ---- | ---- | ---- | ---- | ---- | ---- | ---- | ---- | ---- |
| Počet obyvatel | 605  | 732  | 650  | 702  | 625  | 553  | 619  | 996  | 554  | 523  | 644  | 601  | 595  | 595  | 503  |
| Počet domů     | 80   | 91   | 98   | 112  | 114  | 114  | 127  | 153  | 251  | 107  | 151  | 200  | 219  | 244  | 244  |

## Obecní správa
Obec Harrachov má své dnešní hranice od padesátých let 20. století, kdy k ní byly připojeny Nový Svět, Ryžoviště a (v důsledku mezistátní dohody uzavřené před 14. únorem 1959) také do té doby polské (respektive slezské) Mýtiny s nádražím.
Výnosem Krajského národního výboru v Hradci Králové byl Harrachov v Krkonoších v únoru 1965 povýšen na město. Změna byla provedena na žádost předsedy KNV Václava Hadravy, který ji přednesl radě Krajského národního výboru již v roce 1964.

## Lyžařské středisko

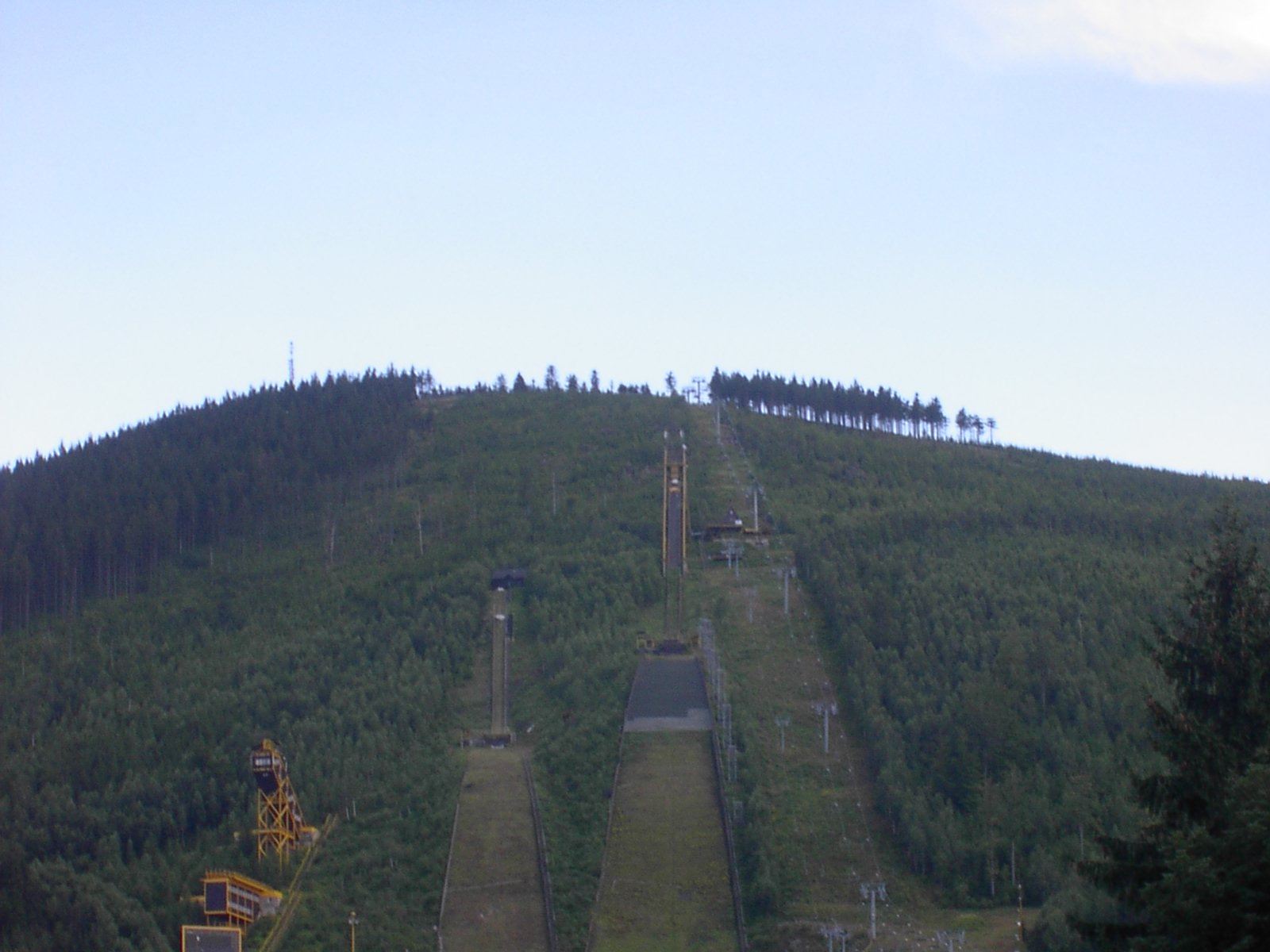
Skokanské můstky na úpatí Čertovy hory

Zimní sporty se v Harrachově začaly provozovat brzy poté, co hrabě Jan Harrach přivezl do Čech první lyže (devadesátí léta 19. století). V roce 1908 byl založen Spolek zimních sportů. První skokanské můstky vznikly v roce 1920. V roce 1923 se v Harrachově konaly první mezinárodní lyžařské závody, kterých se zúčastnili nejlepší lyžaři z mnoha zemí Evropy, i z USA. Od roku 1954 se konají Mezinárodní lyžařské závody již pravidelněji. V roce 1980 byl skokanský a běžecký areál zrekonstruován, přičemž byl postaven nejvyšší lyžařský můstek – mamutí můstek K-185. V devadesátých letech 20. století byla zrekonstruována lanovka na Čertovu horu. Lanovka nabízí 130 čtyřmístných sedaček a jízdu dlouhou 1303 metrů, kterou urazí asi za devět minut. Z dolní stanice (665 m n. m.) překonává převýšení 357 metrů. Přepravní kapacita je 1782 osob za hodinu. Mezi turistické atrakce patří také bobová dráha.

## Doprava
Železniční dopravu zajišťuje železnice Tanvald–Harrachov–Szklarska Poręba, jediná ozubnicová v ČR (od roku 1902), dnes je doprava kromě muzejních jízd vedena adhezními vlaky. Stanice Harrachov v osadě Mýtiny asi 3 km od středu města ležela až do roku 1959 na německém a polském území (Strickerhäuser, Tkacze). V devadesátých letech 20. století trati hrozilo zrušení. Dne 28. srpna 2010 byl znovuzprovozněn úsek trati do železniční stanice Szklarske Poręby. Na takto zprovozněném úseku železniční tratě se nacházejí zastávky Szklarska Poręba Jakuszyce jakožto nejvýše položená železniční stanice na území Polské republiky, a dále Szklarska Poręba Huta.
Hromadnou dopravu zajišťují především autobusy. Na harrachovském autobusovém nádraží končí svou trasu mnoho dálkových i místních linek. Od nádraží (které se nachází necelé 3 km od centra města), přes Nový Svět a centrum Harrachova do Rýžoviště jezdí v letní a v zimní sezóně městská autobusová linka.
Harrachovskou částí Nový Svět prochází silnice I/10 Praha – Turnov – Harrachov, z Prahy do Turnova jako dálnice D10. V lesích, tři kilometry severně nad Harrachovem, leží hraniční přechod Harrachov–Jakuszyce. V lokalitě Na Mýtě, při soutoku Jizery a Mumlavy, se tato silnice křiží se silnicí I/14.

## Pamětihodnosti

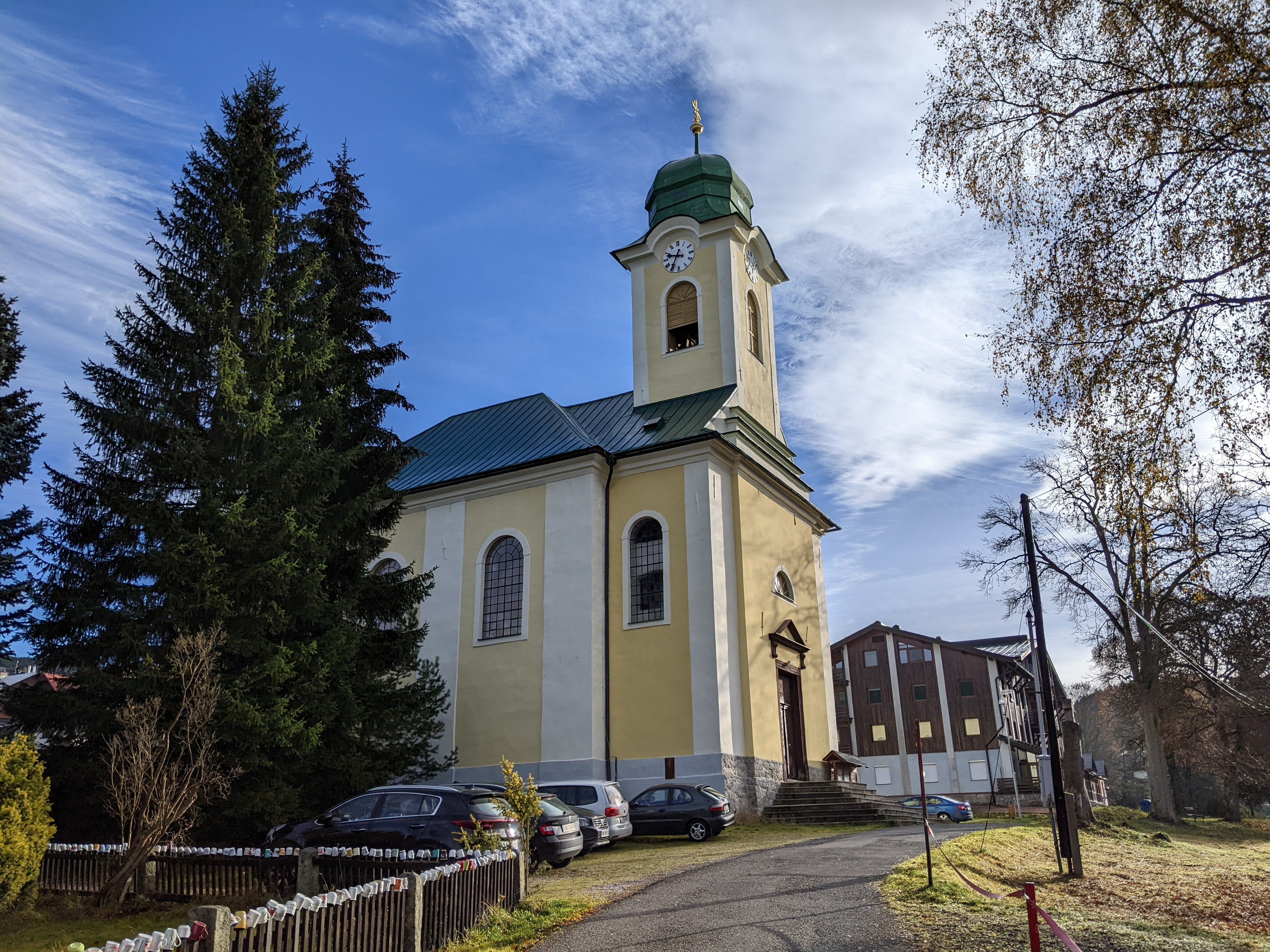
Kostel sv. Václava v Harrachově

- klasicistní kostel svatého Václava z let 1822–8[14]
- kaple svaté Alžběty
- SKI Museum Harrachov
- Harrachovské skokanské můstky
- Brusírna skla čp. 73
- Pamětní deska Rudolfa Jedličky na budově sanatoria
- Usedlost Nový Svět čp. 27
- Sklárna v Novém Světě (čp. 95, 96)
- Lesnická a myslivecká expozice Šindelka (muzeum správy KRNAP)
- Rudný důl a hornické muzeum

## Partnerská města
- Szklarska Poręba, Polsko